# The Defeat of Satan
The Defeat of Satan (рус. Поражение сатаны) — студийный альбом христианской блэк-металлической группы Antestor, давший начало жанру христианский блэк-метал, издан в 2003 году.

## Об альбоме
The Defeat of Satan включает в себя первые два демо группы: Despair (1993) и The Defeat of Satan (1991).
В целом, жанр диска можно описать как симфонический христианский норвежский аутентичный блэк/дэт-дум. Альбом был записан в 1991 году, а переиздан в 2003.

## Список композиций
1. «Preludium» (0:54)
2. «Demonic Seduction» (6:09)
3. «Message from Hell» (3:45)
4. «Lost Generation» (3:24)
5. «Human» (5:03)
6. «Jesus, Jesus Ver Du Hjå Meg» (3:16)
7. «The Defeat of Satan» (9:04)
8. «New Life» (7:37)
9. «Jesus Saves» (8:26)
10. «Knus Ondskapen» (1:03)